# Petaluma (Kalifornia)
Petaluma – miasto w Stanach Zjednoczonych, w stanie Kalifornia, w hrabstwie Sonoma. Według spisu ludności przeprowadzonego przez United States Census Bureau w roku 2010, w Petaluma mieszka 57941 mieszkańców.